# Alfonso Ortiz de Villate
Alfonso Ortiz de Villate (*  um 1860 in Cerro de Pasco oder Lima, Peru; † nach 1900) war ein peruanischer Maler der Düsseldorfer Schule.

## Leben
Ortiz de Villate besuchte von 1880 bis 1882 die Elementarklasse sowie die Vorklasse der Kunstakademie Düsseldorf. Dort waren Hugo Crola und Heinrich Lauenstein seine Lehrer. Bei der Einschreibung an der Düsseldorfer Akademie wurde Cerro de Pasco als Herkunftsort notiert. Er ließ sich danach in Paris nieder und war dort besonders dem Quartier Latin verbunden. Fast sein gesamtes malerisches Werk in dieser Stadt stellt das Leben der Pariser Bohème dar. Zu seinen bemerkenswerten Gemälden gehören Das Angebot an die Jungfrau und Der Steinbruch, gemalt in Italien. Später lebte er in Spanien. Ortiz de Villate schuf Ölmalerei in starken Farben im Stil der europäischen Schulen, mit denen er künstlerisch Berührung hatte.